# Церебрална ангиографија
Церебрална ангиографија-артериографија је контрастна инвазивна радиолошка метода прегледа крвних судова мозга. Метода се састоји у ињицирању хидросолубилног јодног контрастног средства у каротидну или вертебралну артерију (крвне судове врата), или кроз у ту сврху направљене бројне специјалне катетере, који се претходно уводе у крвни суд, а затим се они трајно снимају (просевтљавањем X - зрацима), применом рендген технике (флуороскопије) на 35 мм биоскопском-филму или дигитално. Запис (на филму или слика на монитору флуроскопа), крвних судова мозга зове се ангиограм.

## Историја
Технику церебралне ангиографије је први пут 1927, применио португалски лекар и неуролог Антонио Мониз како би уношењем контрастног средства у крвне судове уз помоћ рендгена начинио мождану ангиографију у циљу дијагнозе неколико врста нервних обољења, као што су тумори, артеријске болести и друге малформације артерија и вена мозга. Антонио Мониз је данас признат као један од пионира у овој области, који је за допринос медицини награђен Нобеловом наградом за физиологију и медицину 1949.

## Циљ
Церебрална ангиографија има за циљ да утврди анатомију и степен опструкције лумена артерија мозга. Информација добијене церебралном ангиографијом укључују и одређивање локализације, дужине и пречника артерија, присуство и тежину зачепљења лумена; као и процену квалитета протока крви. Она може јасно „осликати“ и врсту лезије (атером, тромбоза, дисекција, спазам као и присуство и степен колатералних крвних судова.
Церебрална ангиографија је тренутно једина метода која тачно може да утврди степен интралуминалне опструкције (сужења или зачепљења) крвних судова мозга. Она показује патолошке промене у лумену крвног суда, а не указује на етиологију болести или на неопструктивне атеросклеротичне лезије.
Церебрална ангиографија има три основна циља у дијагностици болести крвних судова мозга;
- Утврђивање природе болести крвних судова и њеног екстензитета, када дијагноза није јасна и не може да се искључи неинвазивним испитивањем.
- Утврђивање најпогоднијег и потенцијално најуспешнијег начина лечења (лекови, перкутана интервентна или хируршких реваскуларизација).
- Праћење ефеката лечења на појаву рестенозе, тромбозе и прогресију или регресију атеросклерозе.

## Индикације
Мождани удар је нагли испад можданих функција са пратећим неуролошким поремећајима услед смањења или наглог прекида протока крви кроз мозак. Трећи је водећи узрочник смртности становништва савременог света, а у неким земљама и први (Република Хрватска), и водећи узрок инвалидности у свету.
Процењује се да се око 46% можданих удара јавља у најпродуктивнијем периоду човека (између 45. и 65. године живота), и да 22% мушкараца и 45% жена умире унутар прве године након можданог удара.
Код 15% пацијената узрок можданог удара је крварење (интрацеребрални хематом или субарахноидално крварење), док 85% свих можданог удара чини исхемијски мождани удар (инфаркт мозга) чији је најчешћи узрок атеросклероза са сужењем можданих крвних судова или зачепљење крвних судова угрушком (емболија или тромбоза).
Зато су основне индикација за церебралну ангиографију следеће;
- Дијагноза суспектних васкуларних малформација (малформација крвних судова)
- Дијагноза узрока интракранијског крварења (интракранијалних анеуризми и АВ ангиома),
- Дијагноза васкуларизације интракранијских (унутарлобањских) тумора,
- Дијагноза атеросклеротичких промена у крвним судовима мозга и пратећих стеноза (сужења) и оклузија (зачепљења) крвних судова.
- Дијагноза стања као што су епидурални хематом, субдурални хематом и интрацеребрални хематом који се се на церебралној ангиографији приказују као аваскуларна подручја.

## Начин извођења
Церебрална ангиографија се изводи тако што се прво катетером кроз мали рез на кожи уђе у артерију у подручју препоне. Затим се тај катетер уз помоћ рендгенскоих зрака угура до артерија на врату и кроз њега убризга контрастно средство којим се врло брзо испуне крвни судове мозга и у виду затамњења детаљно прикажу на ангиограму.
Лекари који изводе ове интервенције морају бити технички обучени за све аспекте процедуре, од познавања клиничких индикација и ризика процедуре, до анатомије, физиологије и патологије мозга. Важно је, такође, да знају и основне принципе оптималне радиографске дијагностике и заштите од зрачења.

## Компликације
У току извођења церебралне ангиографије постоји могућност појаве следећих компликација;
- Алергијска реакција на контрастно средство
- Згрушавање крви или крварење на месту убода игле, које може делимично да блокира проток крви у доњи уд.
- Оштећење артерије или зида артерије катетером, што може изазвати блокаду проток крви и појаву можданог удара (ретко).[7]